# Bestla (satelit)
Bestla /'best.la/ sau Saturn XXXIX este un satelit neregulat retrograd al lui Saturn. Descoperirea sa a fost anunțată de Scott S. Sheppard⁠(d), David C. Jewitt⁠(d), Jan Kleyna⁠(d) și Brian G. Marsden pe 4 mai 2005, din observațiile efectuate între 13 decembrie 2004 și 5 martie 2005.

## Descriere
Bestla are aproximativ 7 kilometri în diametru și orbitează în jurul lui Saturn la o distanță medie de 20.192.000 km în 1088 de zile, la o înclinație de 147° față de ecliptică (151° față de ecuatorul lui Saturn), în sens retrograd și cu o excentricitate de 0,5145.  Observațiile timpurii din 2005 au sugerat că Bestla avea o excentricitate foarte mare de 0,77.  La fel ca mulți dintre sateliții exteriori neregulați ale planetelor gigante, excentricitatea lui Bestla poate varia ca urmare a mecanismului Kozai. Perioada de rotație a lui Bestla este de 14.6238±0.0001 ore. La fel ca Kiviuq, este probabil să fie un binar de contact sau un obiect binar, deoarece curba de lumină are variații puternice în luminozitate și un maxim plat care nu este văzut în ceilalți sateliți neregulați.

## Nume
Acest satelit a fost numit în aprilie 2007 după Bestla, o giantesă de brumă din mitologia nordică, care este mama lui Odin.